# Kikai Sentai Zenkaiger
Kikai Sentai Zenkaiger (機界戦隊ゼンカイジャー (Cơ giới Chiến đội Zenkaiger) Ki-kai Sentai Zenkaijā): dịch là Chiến đội Cơ giới Zenkaiger, là Super Sentai Series thứ 45 và là đội Sentai thứ 46 phát sóng vào năm 2021, sau khi Kiramager kết thúc. Bộ phim được chiếu song song với Kamen Rider Saber và Kamen Rider Revice, là series kỷ niệm của Super Sentai. Bộ phim phát sóng vào lúc 9:30 sáng (giờ Nhật Bản) vào mỗi Chủ Nhật trên kênh TV Asahi.
Tương tự như Kaizoku Sentai Gokaiger, đây cũng là một bộ phim đặc biệt kỷ niệm cho các series Super Sentai từ các thời kỳ Showa, Heisei và Reiwa. Daewon Media (Hàn Quốc) lồng tiếng Hàn cho phim này với tên gọi 'Power Rangers Zenkaiger'.

## Cốt truyện
Đây là câu chuyện về những anh hùng nỗ lực giải cứu thế giới khỏi thế lực tà ác Tojitendo với âm mưu xoá sổ các thế giới song song! Các anh hùng Zenkaiger sẽ trỗi dậy chống lại cái ác đang lăm le xuất hiện trong thế giới của mình - Trái Đất!

## Nhân vật

### Zenkaigers
Zenkaigers bao gồm một con người đơn độc dẫn đầu một đội gồm bốn Cơ giới Sinh mệnh thể Kikainoid (機械生命体 キカイイド Kikai Seimeitai Kikainoido) từ thế giới song song của Kikaitopia (キカイトピア Kikaitopia).
Các Zenkaigers sử dụng thiết bị Geartlinger (ギアトリンガー Giatoringā) đa năng để biến hình, chiến đấu hoặc để phóng to các thành viên robot trong đội. Nó cũng có thể truy cập vũ khí và khả năng của các anh hùng Sentai trong quá khứ bằng cách quét Sentai Gear. Khi được phóng to, các Kikainoids cũng có thể tiếp cận các hình dạng giống như cơ khí mạnh hơn thông qua Cơ giới Biến hình (機界変形 Kikai Henkei).
ZenKaiser (ゼンカイザー Zenkaizā) - 
Goshikida Kaito (五色田 介人 (Ngũ Sắc Điền Giới Nhân) Goshikida Kaito): Đội trưởng và là thành viên con người duy nhất của nhóm. Anh là một thanh niên vui vẻ và thường dễ tính, nhưng cống hiến hết mình khi có điều gì đó thu hút sự quan tâm của anh ấy. Trước các sự kiện trong phim, cha mẹ anh là nhà khoa học đã phát hiện ra các thế giới song song trước khi họ đột ngột biến mất, để lại Kaito cho bà của anh nuôi dưỡng. Sử dụng Sentai Gear cá nhân của mình, dựa trên Akaranger lãnh đạo của Goranger, Kaito có thể biến đổi thành một chiến binh mang màu trắng và màu cầu vồng, tự xưng "Sức mạnh Bí mật" (秘密のパワー Himitsu no Pawā), Zenkaiser (ゼンカイザー Zenkaizā). Mặc dù không có khả năng chiến đấu với những đối thủ khổng lồ, nhưng anh có thể kết hợp (Zenkai Gattai) và trở thành người điều khiển của các hợp thể ZenkaiOh. Kaito Goshikida được thể hiện bởi Kiita Komagine (駒木根葵汰 Komagine Kiita). Khi còn nhỏ, Kaito được miêu tả bởi Uenoyama Yumeki (上野山 夢輝).
Zenkai Juran - Juran (ジュラン Juran): Robot hệ sinh vật tiền sử, lấy cảm hứng từ Dairyuzin. Anh là Kikainoid màu đỏ tràn đầy năng lượng và là người máy lâu đời nhất trong bốn Kikainoid. Anh là một người thích tiệc tùng, thích trở thành trung tâm của sự chú ý và là Kikainoid đầu tiên mà Kaito tuyển dụng. Sử dụng Sentai Gear cá nhân của mình, dựa trên 'Daizyuzin Mecha' của Kyoryu Sentai Zyuranger, Juran có thể biến thành "Sức mạnh Khủng long" (恐竜パワー Kyōryū Pawā), Zenkai Juran (ゼンカイジュラン Zenkai Juran). Trong khi biến hình, anh sử dụng Juran Sword (ジュラン ソード Juran Sōdo) và Juran Shield (ジュラン シールド  Juran Shīrudo), dựa trên vũ khí tương ứng của Daizyuzin là Dinosaur Sword God Horn và Mammoth Shield. Anh cũng có thể biến thành hình dạng Khủng long bạo chúa - Mecha Juran Tyranno (ジュン ティラノ Juran Tirano).
Zenkai Gaon - Gaon (ガオーーン Gaōn): Robot hệ thú, lấy cảm hứng từ GaoKing. Anh là người tràn đầy nhiệt huyết, là người không hề thích Kikainoid mặc dù anh là một trong số họ vì anh chỉ thích các sinh vật hữu cơ. Anh là Kikainoid thứ hai mà Kaito tuyển dụng, và tham gia vào đội để bảo vệ tất cả con người và động vật khỏi Tojitend. Sử dụng Sentai Gear cá nhân của mình, dựa trên 'GaoKing Mecha' của Hyakujuu Sentai Gaoranger, Gaon có thể biến thành Sức mạnh Bách Thú (百獣パワー Hyakujū Pawā), Zenkai Gaon (ゼンカイガオーン Zenkai Gaōn). Trong khi biến hình, anh ta sử dụng Móng vuốt Gaon (ガオーン クロー Gaōn Kurō), dựa trên vũ khí chính của Gao Red là Lion Fang. Anh cũng có thể biến thành dạng sư tử - Gaon Lion (ガオーン ライオン Gaōn Raion)
Zenkai Vroom - Vroom (ブルーン Burūn): Robot hệ phương tiện, lấy cảm hứng từ DaiBouken. Anh có tính cách vụng về và là một người học nhanh và là một người rất thích gọn gàng. Xuất hiện lần đầu với là Kikainoid với công việc như một người quét dọn ở căn cứ Tojitend. Sử dụng Sentai Gear cá nhân của mình, dựa trên 'DaiBouken Mecha' của GoGo Sentai Boukenger, Vroom có thể biến thành "Sức mạnh mạo hiểm " (轟轟パワー Gogo Pawā), Zenkai Vroom (ゼンカイブルーン Zenkai Burūn). Trong khi biến hình, anh sử dụng Vroom Picker (ブルーン ピッカー Burūn Pikkā), dựa trên một trong những vũ khí của DaiBouken là Go Picker. Anh cũng có thể biến thành dạng xe địa hình Vroon Dump (ブルーン ダンプ Burūn Danpu).
Zenkai Magine - Magine (マジーヌ Majīnu): Robot hệ thần thoại, lấy cảm hứng từ MagiKing của Mahou Sentai Magiranger. Cô là người thích nghiên cứu ma thuật và những điều huyền bí, và là Kikainoid thứ ba mà Kaito tuyển dụng. Sử dụng Sentai Gear cá nhân của mình, dựa trên cơ chế MagiKing của Magirangers, Magine có thể biến đổi thành "Sức mạnh Ma pháp" (魔法パワー Mahō Pawā), Zenkai Magine (ゼンカイ マジーヌ Zenkai Majīnu). Trong khi biến hình, cô sử dụng vũ khí Magine Stick (マジーヌス ティック Majīnu Sutikku), dựa trên các Magi Stick của các Magiranger. Cô cũng có thể biến đổi thành Ma thuật rồng theo chủ đề rồng MagiDragon (マジン ドラゴン Majin Doragon).
Zocks Goldtsuiker (ゾックス・ゴールドツイカー Zokkusu Gōrudotsuikā) hay còn gọi là Twokaizer (ツーカイザー Tsūkaizā): Anh là chiến binh thứ 6 của Zenkaiger, là thủ lĩnh của Cướp biển Thế giới. Vốn lấy ý tưởng từ Kaizoku Sentai Gokaiger. Trong lần đụng độ giữa Zenkaiser và Stacaesar, một người bí ẩn bước xuống từ một con tàu khổng lồ nửa vàng nửa bạc tên là CrocoDaioh đột nhiên xuất hiện trên bầu trời, anh tự giới thiệu mình là Zocks Goldtsuiker. Sau khi tự giới thiệu bằng cách không thể nào lạ hơn, anh đã khiến Kaito bị sốc khi giơ Twokaizer Sentai Gear lên, và cùng với nó, biến thành Twokaizer. Sau đó anh chiến đấu với Stacaesar để giành lấy Gears mà anh ta có, nhưng lại thất vọng khi phát hiện đó là Dark Sentai Gear chứ không phải là Tojitendo Gear, và phá hủy Dark Gears mà Stacey đánh rơi. Sau khi Stacey rời đi để hồi phục sức mạnh, anh hỏi các Zenkaigers là ai, khiến họ rất bực tức. Anh có một cô em gái giỏi chế tạo công nghệ tên là Flint Goldtsuiker và hai người em trai song sinh Ricky (giúp Zocks lên dạng Ohran Form) và Cutanner (giúp Zocks lên dạng Shinken Form) bị biến thành hình dạng SD khi nghịch ngợm ở SD World.

### Gia đình Goshikida
Gia đình Goshikida là họ hàng của Kaito sở hữu một quán cà phê nhỏ và cửa hàng đồ ăn nhẹ tên là Colorful (カラフル, Karafuru) . Gia đình bao gồm Yatsude Goshikida; con trai của bà, Isao Goshikida; vợ ông, Mitsuko Goshikida; và con trai của họ, Kaito Goshikida. Isao và Mitsuko biến mất cách đây mười năm khi Kaito đang học cấp 3, để lại anh một mình với Yatsude. Khi Tojitend tiến hành cuộc xâm lược của họ, Kaito phát hiện ra phòng thí nghiệm bí mật của cha mẹ mình ở tầng hầm của Colorful, nơi sau này trở thành căn cứ hoạt động của Zenkaigers. 

#### Goshikida Yatsude
Goshikida Yatsude (五色田 ヤツデ): Bà nội của Kaito và là chủ sở hữu của Colorful. Sau khi con trai và con dâu mất tích, bà đã một mình nuôi nấng Kaito. 

#### Goshikida Isao
Goshikida Isao (五色 田功): Là một nhà khoa học, bố của Kaito và con trai của Yatsude. Ông mất tích cùng vợ sau khi khám phá các thế giới song song và tạo ra thiết bị của các Zenkaigers bằng cách sử dụng Super Sentai làm nguồn cảm hứng. Một thời gian sau, một chiến binh tên Hakaiser đã xuất hiện và chiến đấu với các Zenkaigers cùng với Zenryoku Zenkai Cannon, một vũ khí do ông bà Goshida nghiên cứu và phát triển trước khi họ biến mất. Sau này hắn được tiết lộ là Goshida Isao, bố của Kaito, bị quân đoàn Tojitendo tẩy não để phục vụ cho quân đoàn của chúng. Cuối cùng trong tập 40 ông đã được giải cứu bởi Kaito và sau này trước khi rời đi, ông đã đưa cho Kaito một Sentai Gear của chiến đội thứ 46 - DonBrothers.

#### Goshikida Mitsuko
Goshikida Mitsuko (五色田 美都子): là một nhà khoa học và là mẹ của Kaito. Bà mất tích cùng chồng sau khi khám phá các thế giới song song và tạo ra thiết bị của Zenkaigers. 

#### Secchan
Secchan (セッちゃん, Setchan) là một con chim cơ khí do bố mẹ Kaito chế tạo và tặng cho Kaito khi còn nhỏ. Ngay từ đầu phim chú chim này vốn im lặng, tuy nhiên sau khi quân đoàn Tojitendo, nhờ Kaito nói câu mà bố mẹ anh trước đây đã nói cho anh khi còn nhỏ, Secchan bắt đầu nói và dẫn hai bà cháu tới căn cứ bí mật của các Zenkaigers mà ông bà Goshikida đã xây dựng để lại trước khi biến mất. Đóng vai trò là người hướng dẫn cho nhóm Zenkaiger.

### Tojitend
Các Kikaitopia triều Tojitend (キカイトピア王朝トジテンド, Kikaitopia Ocho Tojitendo) là một triều đại ác mà đã cai trị Kikaitopia qua lực và bạo ngược từ Tojitend Palace của họ (トジテンドパレス, Tojitendo Paresu) và sử dụng Tojiru Gears (トジルギア, Tojiru Gia) để đóng dấu thế giới song song trong chúng. Tuy nhiên, sau khi phong ấn hàng chục thế giới, bao gồm cả những thế giới liên quan đến các Super Sentai khác, Kikaitopia đã hợp nhất một cách bí ẩn với thế giới quê hương của Kaito, ngăn cản họ phong ấn nó và buộc họ phải triển khai lực lượng của mình để chinh phục nó.

#### Bokkowaus
Bokkowaus (ボッコワウス, Bokkowausu) là vị vua khét tiếng của Tojitend, hắn đang tìm cách tiếp quản tất cả các thế giới song song.

#### Barashitara
Barashitara (バ ラ シ タ ラ) là chỉ huy chiến trường của Tojitend. Hắn được trang bị ngọn giáo Bara (バラ スピー, Bara Supiā).

#### Ijirude
Ijirude  (イ ジ ル デ) là nhân viên kỹ thuật của Tojitend, kẻ đã tạo ra Tojiru Gears. Hắn được trang bị cây gậy Ijikku Hand (イジック ハンド, Ijikku Hando) giống như máy phản ứng.

#### Gege
Gege (ゲゲ) là phụ tá chim cơ khí khổng lồ của Bokkowaus ngồi trên vai hắn

#### Kudakk, Kudaiters và Kudaitests
Các Kudakk (クダック, Kudakku) là những người lính chân trong khi Kudaiter (クダイター, Kudaitā) là những người lính chân cấp cao của Tojitend, cả hai trang bị cắm điện -like hai hướng Cắm Lancer (プラグランサー, Puragu Ransā) spears. Kudaitest (クダイテスト, Kudaitesuto) là những binh lính chân khổng lồ cấp cao nhất của Tojitend. 

#### Thế giới
Các Thế giới (ワ ル ド, Warudo) là quái vật của Tojitend được tạo ra bằng cách truyền cho Kudakk một Tojiru Gear.
Kinoko World (キ ノ コ ワ ル ド, Kinoko Warudo) : Một quái vật hình nấm mang sức mạnh của Kinoko Tojiru Gear (キノコ トジル ギア, Kinoko Tojiru Gia), nơi chứa thế giới song song của Kinokotopia (キノコトピア). Hắn bị tiêu diệt bởi Zenkaizer và Zenkai Gaon.

#### Thế giới khác
- Super Warumono World (ス ー パ ー 悪 者 ワ ル ド, Sūpā Warumono Warudo): Một thế giới đặc biệt có cơ thể là sự kết hợp của các bộ phận dựa trên những kẻ thù lớn nhất của Super Sentai trước đây. Chúng bị tiêu diệt bởi Zenkaigers. Thế giới này xuất hiện độc quyền trong Kikai Sentai Zenkaiger the Movie: Red Battle! All Sentai Great Assemble!!

#### Dai World
Dai World (ダイ ワルド, Dai Warudo) là những quái vật khổng lồ của Tojitend được tạo ra khi một Kudaitest hấp thụ một Bánh răng Tojiru của Thế giới sau khi con quái vật bị tiêu diệt. Một khi Tojiru Gear bị phá hủy, thế giới song song bị phong ấn bên trong nó sẽ được giải phóng.
Đại Kinoko World (ダイ キノコ ワルド, Dai Kinoko Warudo): Một con quái vật khổng lồ theo chủ đề nấm với sức mạnh của Kinoko Tojiru Gear. Nó bị tiêu diệt bởi ZenkaiOh JuraGaon.

## Vũ khí
Gearlinger
Sentaigear
Zenkai Buckle

## Mecha

### Sentai Gears
Sentai Gears (戦 隊 ギ ア, Sentai Gia) là những vật phẩm đặc biệt mà các Zenkaiger sử dụng để truy cập sức mạnh của họ. Ngoài các Gear biến hình cá nhân, họ còn sở hữu các Gear đặc biệt giúp mở khóa sức mạnh của các Super Sentai khác, được đánh số theo mùa tương ứng và thường được cất giữ trong khóa thắt lưng Zenkai Buckle (ゼンカイ バックル, Zenkai Bakkuru) của Zenkaizer.
- 06. Goggle-V (ゴーグルファイブ Gōguru Faibu?): Cho phép các Zenkaigers thực hiện đòn tấn công Ribbon Sparks của Goggle-V (リボン スパーク, Ribon Supāku).

- 26. Hurricaneger (ハリケンジャー Harikenjā?): Cho phép các Zenkaigers thực hiện đòn tấn công Hurricanegers 'Shadow Dance (影の舞, Kage no Mai).[7][8]
- 39. Ninninger (ニンニンジャー Ninninjā?):

Cho phép các Zenkaigers thực hiện đòn kết liễu Nin Fury Slash (忍烈斬, Nin Retsu Zan) của Ninninger.

- 40. Zyuohger (ジュウオウジャー Jūōjā?): Tăng sức mạnh cho các Zenkaigers với khả năng Zyuohger 'Wild Release (野生 解放, Yasei Kaihō).
- All Sentai Red (オール戦隊 レッド, Ōru Sentai Reddo) : Một Gear đặc biệt triệu hồi tất cả các chiến binh đỏ từ Himitsu Sentai Goranger đến Mashin Sentai Kiramager. Được sử dụng độc quyền trong Kikai Sentai Zenkaiger the Movie: Red Battle! All Sentai Great Assemble!! [10]

### ZenkaiOh
ZenkaiOh (ゼンカイオー, Zenkaiō) là tên được đặt cho những robot khổng lồ được hình thành bởi hai trong số Zenkaiger Mecha thông qua Tổ hợp Zenkai (全 界 合体, Zenkai Gattai). ZenkaiOh (ゼ ン カ イ オ ー, Zenkaiō) là tên được đặt cho những người máy khổng lồ được hình thành bởi hai trong số Zenkaiger Mecha thông qua Tổ hợp Zenkai (全 界 合体, Zenkai Gattai). 
- ZenkaiOh JuraGaon (ゼンカイオージュラガオーン Zenkaiō Juragaōn?): Sự kết hợp giữa Juran Tyranno và Gaon Lion. Tất sát kĩ của nó là Juran Sword Full Moon Crush (ジュラン ソード 円月 クラッシュ, Juran Sōdo Engetsu Kurasshu).[7][11][12]
- ZenkaiOh VrooMagine (ゼンカイオーブルマジーン Zenkaiō Burumajīn?): Sự kết hợp giữa Vroom Dump và Magine Dragon.[11][12]
- ZenkaiOh JuraMagine (ゼンカイオージュラマジーン Zenkaiō Juramajīn?): Sự kết hợp giữa Juran Tyranno và Magine Dragon.

- ZenkaiOh VrooGaon (ゼンカイオーブルガオーン Zenkaiō Burugaōn?): Sự kết hợp giữa Vroon Dump và Gaon Lion.[11][12]

## Tập phim
Mỗi tập phim của Zenkaiger được đánh dấu với hậu tố -kai sau con số tập:
1. No.1-kai! Thế giới của Kikai là Kikikaikai! (キ カ イ 世界 は キ キ カ イ カ イ！ Kikai Sekai wa Kikikaikai!?)
2. No.2-kai! Quái thú Gao thật là rắc rối! (ガオな野獣がごやっかい！ Gaona Yajū ga go Yakkai!?)
3. No.3-kai! Một phù thủy nghiêm túc! (マ ジ で ぬ ぬ ぬ な 魔法 使 い！ Majidenununu na Mahōtsukai!?)
4. No.4-kai! Nó rất to lớn và náo nhiệt! (ブ ル ブ ル で っ か い お せ っ か い！ Buruburu Dekkai Osekkai!?)
5. No.5-kai! Giải đấu Sushi! (握 り 握 ら れ ス シ 大会！ Nigiri Nigira re Sushi Taikai!?)
6. No.6-kai! Xử lý rác khó chịu và khó hiểu! (不快不可解ゴミあつかい！ Fukai Fukakai Gomiatsukai!?)
7. No.7-kai! Hoàng tử của Ma giới thật nóng nảy! (魔界の王子は気かみじかい！ Makai no Ōji wa Kikamijikai!?)
8. No.8-kai! Cánh cửa sang Cánh cửa của Thế giới khác?! (ドアtoドアで別世界⁈ Doa tu Doa de Bessekai?!?)
9. No.9-kai! Thế giới Hải tặc, Twokai vui vẻ! (世界海賊、愉快ツーカイ！ Sekai Kaizoku, Yukai Tsūkai!?)
10. No.10-kai! Bầu trời xanh cả Ngày và Đêm! (お昼も夜でもブルースカイ！ Ohiru mo Yoru demo Burūsukai!?)
11. No.11-kai! Rượt đuổi qua các Thế giới! (渡る世間は鬼ゴッコかい?! Wataru Seken wa Onigokkokai?!?)
12. No.12-kai! Ốc sên siêu chậm, chiếc vỏ vững chắc! (ノ ロ ノ ロ マ イ マ イ 、 カ タ い 貝！ Noronoromaimai, Kata Ikai!?)
13. No.13-kai! Tái chế một lần nữa! (リサイクルすりゃもう一回！ Risaikuru Surya Mōikkai!?)
14. No.14-kai! Song đấu! Zenkai VS Twokai! (決闘！ゼンカイVSツーカイ！ Kettō! Zenkai VS Tsūkai!?)
15. No.15-kai! Điều chỉnh! Quay về thời cổ điển! (ガチョーン！レトロに急旋回！ Gachōn! Retoro ni Kyū Senkai!?)
16. No.16-kai! Một nam châm ở giới hạn của nó! (磁石シャクだぜ もう限界！ Jishaku Shakuda ze mō Genkai!?)
17. No.17-kai! Câu lạc bộ huyền bí Nunu! (ぬぬっとオカルト同好会！ Nunu tto Okaruto Dōkō-kai!?)
18. No.18-kai! Cuộc sống thật ngắn ngủi, hãy yêu hết mình nào! (い の ち 短 し 、 恋 せ よ ゼ ン カ イ！ Inochi Mijikashi, Koiseyo Zenkai!?)
19. No.19-kai! Zenkai Change, Super Zenkai! (ゼ ン カ イ 改 め 、 超 ゼ ン カ イ！ Zenkai Aratame, Chō Zenkai!?)
20. No.20-kai! Kiếm Sĩ và Giới Tặc, lời hứa của Anh Lớn. (剣 士 と 界 賊 、 兄 の 誓 い。 Kenshi to Sakai Zoku, Ani no Chikai.?): là phần tiếp diễn của Chương đặc biệt bên Kamen Rider Saber, có liên quan đến sự kiện crossover Superhero Senki. Tập phim này có sự xuất hiện của anh em Shindai Ryouga/Kamen Rider Durendal và Shindai Reika/Kamen Rider Sabela.
21. No.21-kai! Đại Quái thú của Đại Phá hoại! (大 カ イ ジ ュ ウ の 大 破 壊！ Dai Kaijū no Dai Hakai!?)
22. No.22-kai! Hãy làm một buổi tiệc đấu bò! (ウ シ シ な モ ～ れ つ 闘 牛 会！ Ushishina Mo ~ Retsu Tōgyū-kai!?)
23. No.23-kai! Tam Đại Hợp thể, trận chiến lớn nhất Địa Cầu! (三大合体 地球最大の戦い！ San Dai Gattai Chikyū Saidai no Tatakai!?)
24. No 24-kai! Cuộc xâm lược đã hoàn tất! Các cậu có thể giành lại được không?! (侵略完了！できるか奪回?! Shinryaku Kanryō! Dekiru ka Dakkai?!?)
25. No 25-kai! Làm hết nào! Zenkaiger đã được sửa chữa (やり直せ！ゼンカイジャー・改 Yarinaose! Zenkaijā Kai!?)
26. No 26-kai! Hoàng tử tu sửa và bác sĩ phẫu thuật hắc ám! (改造王子と闇の外科医! Kaizō Ōji to Yami no Gekai!?)
27. No 27-kai! Một chuyến du hành tuyệt vời qua 7 thế giới! (7つのセカイを大航海！ : 7つのセカイを大航海!?)
28. No 28-kai! Đại Đồ giải của Chu San Thiếu niên Manga World ( 週刊少年マンガワルド大図解！ Shūkan Shōnen Manga Warudo Dai Zukai!?)
29. No 29-kai! Bạn có biết Mục tiêu của Hoàng tử không? (王子のねらい、知っているかい？?)
30. No 30-kai! Có phải Cỗ máy ăn thịt người ở cửa bên cạnh không?! (隣のキカイはカキ食うハカイ？！ Tonari no Kikai wa Kaki Kū Hakai?!?)
31. No 31-kai! Kết hợp đầy đủ! Bản phát hành mới! (ギュウっと合体！NEWっと公開！ Gyūtto Gattai! Nyūtto Kōkai!?)
32. No 32-kai! Sakasama Nổi giận! Đó có phải là Khỉ không? (怒るサカサマ！まさかサルかい？ Ikaru Sakasama! Masaka Saru kai??)
33. No 33-kai! Quỷ sư phụ giáo viên vĩ đại! (グレートティーチャー鬼使い！ Gurēto Tīchā Oni Zukai!?)
34. No 34-kai! Hội thi săn bí đỏ (カ ボ チ ャ を ト リ ト リ 競技 会！ Kabocha wo Tori Tori Kyōgikai!?)
35. No 35-kai! Diamond♦ Sự dễ chịu là đây sao?! (ダイヤモンド♦ユカイ？！ Daiyamondo Yukai?!?)
36. No 36-kai! Vụ Bắt cóc Tuyệt vời Gây sốc Bất ngờ! (ビックリどっきり大ユーカイ！ Bikkuri Dokkiri Dai Yūkai!?)
37. No 37-kai! Những củ cải hận thù cắm rễ sâu! (恨みダイコン、根が深い！ Urami Daikon, Ne ga Fukai!?)
38. No 38-kai! Là Tổ Tiên! Đại Thần Giới (ご先祖 様だョ！ 大霊界 Gosenzosama da yo! Dai Reikai?)
39. No 39-kai! Bữa tiệc mừng năm mới sinh nhật vui vẻ bất tận! (: 無限あけおめ誕生会！ Mugen Akeome Tanjōkai?)
40. No 40-kai! Tất cả cứu bố, một lần mà thôi! (限あけおめ誕生会！ Tōchan Dakkai, Wanchan Ikkai!?)
41. No 41-kai! Hố mì vừa trơn vừa sâu! (推しメン沼はつるつる深い！ Oshi Men Numa wa Tsurutsuru Fukai!?)
42. No 42-kai!  Vị anh hùng mới! Phiên họp hội đồng bí mật!! (新ヒーローにゃ！おコタの密会!! Shin Hīrō nya! Okota no Mikkai!!?). Tập phim có sự xuất hiện của chiến binh đỏ từ series Super Sentai mới của 2022 - Avataro Sentai Donbrothers. Dự kiến Donbrothers (series sentai thứ 47) sẽ phát sóng sau khi Zenkaiger kết thúc.
43. No 43 kai! Đầu của Weathercock đối diện trực tiếp với gió! (風見鶏の頭は風の真向かい！ Kazamidori no Atama wa Kaze no Mamukai!?)
44. No 44 kai! SD＝ Tí hon + Bị biến dạng ?! (SD＝スモール+デッカい？！ Esu Dī wa Sumōru Tasu Dekkai?!?)
45. No 45 kai! Đó có phải là Vận may thấp nhất ?! (大凶って運勢最下位？！ Chō Daikyōtte Unsei Saikai?!?)
46. No 46 kai! Một vị thần tí hon đã nhảy ra! (ゲゲっと飛び出た神のちょっかい！  Gegetto Tobideta Kami no Chokkai!?)
47. No 47 kai! Vào cung điện! Tôi Thông Minh Ngay Cả Trước Mặt Ông Chủ! (パレス突入！ボスの前でも頭が高い！ Paresu Totsu'nyū! Bosu no Mae demo Zu ga Takai!?)
48. No 48 kai! Sự báo thù của Thiên đường, triều đại sụp đổ! ( 天網恢々、王朝崩壊！ Tenmōkaikai, Ōchō Hōkai!?)
49. No 49 kai! (Thế giới của tôi, thế giới của mọi người 俺の世界、みんなのセカイ?, Ore no sekai, minna no sekai)

### Phim chiếu rạp
Kikai Sentai Zenkaiger the Movie (機界戦隊 ゼンカイジャー THE MOVIE, Kikai Sentai Zenkaijā Za Mūbī) là một bộ phim sẽ mở đầu cho loạt phim và dự kiến phát hành tại các rạp của Nhật Bản vào ngày 20 tháng 2 năm 2021 như một phần của Super Sentai Movie Ranger 2021 (スーパー戦隊 MOVIE レンジャー 2021, Sūpā Sentai Mūbī Renjā Nisen-nijū-ichi), cùng với Mashin Sentai Kiramager the Movie và Kishiryu Sentai Ryusoulger the Movie.

## Tập đặc biệt
Kikai Sentai Zenkaiger Spin-Off: Zenkai Red Great Giới thiệu! (機界戦隊ゼンカイジャースピンオフゼンカイレッド大紹介! , Kikai Sentai Zenkaijā Supin Ofu Zenkai Reddo Daishōkai!) Là một hai tập web độc quyền loạt phát hành vào ngày Telasa vào ngày 21, năm 2021. Ngoài ra, Satomi Hirose của Ninja Sentai Kakuranger xuất hiện. 
 Các sự kiện đặc biệt diễn ra giữa Kikai Sentai Zenkaiger the Movie: Red Battle! Tất cả Sentai Great Assemble!! và tập 7 của series. 
1. Hồng khiêu chiến: Các Zenkaiger bị tiêu diệt?! (赤い挑戦！ゼンカイジャー全壊?! Akai Chōsen! Zenakaijā Zenkai?!?)
2. Phản công trắng! Phục hồi đầy đủ các Zenkaigers!! (白い逆襲！ゼンカイジャー全快!! Shiroi Gyakushū! Zenakaijā Zenkai!!?)

- Zenkai Mini Theater (ゼンカイ豆劇場 Zenkai Mame Gekijō?) là một loạt phim ngắn về múa rối mười hai tập được bao gồm trong các bản phát hành Blu-ray của Kikai Sentai Zenkaiger.[16]

1. Tôi Học Sức Mạnh Của Các Tiền Bối!: Phần: Zyuranger Part (パイセンの力、勉強します！〈ジュウレンジャー編〉 Paisen no Chikara, Benkyō Shimasu! Jūrenjā Hen?)
2. Bạn có thể kể tên tất cả các Super Sentai không? (スーパー戦隊いえるかな？ Sūpā Sentai Ieru ka na??)
3. Người sành ăn đơn độc của Miss Magical Girl (孤高のミス魔女っ子グルメ Kokō no Misu Majokko Gurume?)
4. Những nghi ngờ về Hyakujuu Sentai Gaoranger (百獣戦隊の疑惑〈ガオレンジャー編〉  Hyakujū Sentai no Giwaku Gaorenjā-hen?)
5. Toàn khai trong chốn hoang vu (荒野のゼンカイども Kōya no Zenkai-domo?)
6. Sự hoảng sợ của tái sinh! (転生・パニック！  Tensei Panikku!?)
7. TBA
8. Nhà hát nhỏ đột ngột (豆劇場は突然に Mame Gekijō wa Totsuzen ni?)
9. Zenkai House Death Game (ゼンカイ館のデスゲーム Zenkai Yakata no Desu Gēmu?)
10. TBA
11. Thật tốt, Mạt chược, tuyệt làm sao!! (いーじゃん、まーじゃん、すげーじゃん！ Ī jan, Mājan, Sugē jan!?)
12. Nếu chúng ta gặp nhau tại tòa án lần nữa (また法廷で会えたなら Mata Hōtei de Aeta nara?)

## Phân vai
- Kaito Goshikida: Kiita Komagine (駒木根葵汰)
- Yatsude Goshikida: Sakakibara Ikue (榊原郁恵)
- Isao Goshikida: Kawaoka Daijirō (川岡 大次郎)
- Mitsuko Goshikida: Kai Marie Kai (甲斐 まり恵)
- Zox Goldtsuiker: Mashiko AStuki (増子敦貴)

### Diễn viên lồng tiếng
- Juran: Shintarō Asanuma (浅沼 晋太郎, Asanuma Shintarō)
- Gaon: Yuki Kaji (梶 裕貴, Kaji Yūki)
- Magine: Yume Miyamoto (宮本 侑芽, Miyamoto Yume)
- Vroon: Satō Takuya (佐藤拓也)
- Secchan: Fukuen Misato (福圓 美里)
- Bokkowaus: Nakata Jōji (中田 譲治, )
- Barashitara: Nomura Kenji (乃村 健次)
- Ijirude: Takeda Masanori (竹田 雅則)
- Gege: Suzuki Tatsuhisa (鈴木 達央)
- Zenkaiger Equipment: Lenne Hardt
- Narration: Goblin (ゴブリン, Goburin)

## Khách mời
- Megumi Han (潘 めぐみ Han Megumi): lồng tiếng cho Izayoi Kyūemon (十六夜 九衛門)
- Hosogai Kei: Basco ta Jolokia (バスコ・タ・ジョロキア, Basuko ta Jorokia)
- Shō Nozaki Ken (庄野崎謙, Shō Nozaki Ken): Shindai Ryoga (神代凌牙, Shindai Ryōga)
- Angela Mei (アンジェラ 芽衣, Anjera Mei): Shindai Reika (神代 玲花, Shindai Reika)
- Gokaiger
  - Captain Marvelous (キャプテン・マーベラス, 13-TBA): Ozawa Ryōta (小澤 亮太)
  - Joe Gibken (ジョー・ギブケン, 13-TBA): Yamada Yūki (山田 裕貴)
  - Luka Millfy (ルカ・ミルフィ, 13-TBA): Ichimichi Mao (市道 真央)
  - Don Dogoier (ドン･ドッゴイヤー, 13-TBA): Shimizu Kazuki (清水 一希)
  - Ahim de Famille (アイム・ド・ファミーユ, 13-TBA): Koike Yui (小池 唯)
  - Ikari Gai (伊狩 鎧, 13-TBA): Ikeda Jun'ya (池田純矢)
- Kouhei Higuchi (樋口 幸平 Higuchi Kōhei?)

## Nhạc phim

### Nhạc mở đầu
"Zenryoku Zenkai! Zenkaiger" do Takeshi Tsuruno sáng tác.

### Nhạc kết
"Super Sentai Hero Getter 2021" do Ōishi Ken'ichiro sáng tác.